# Haus Kemnade

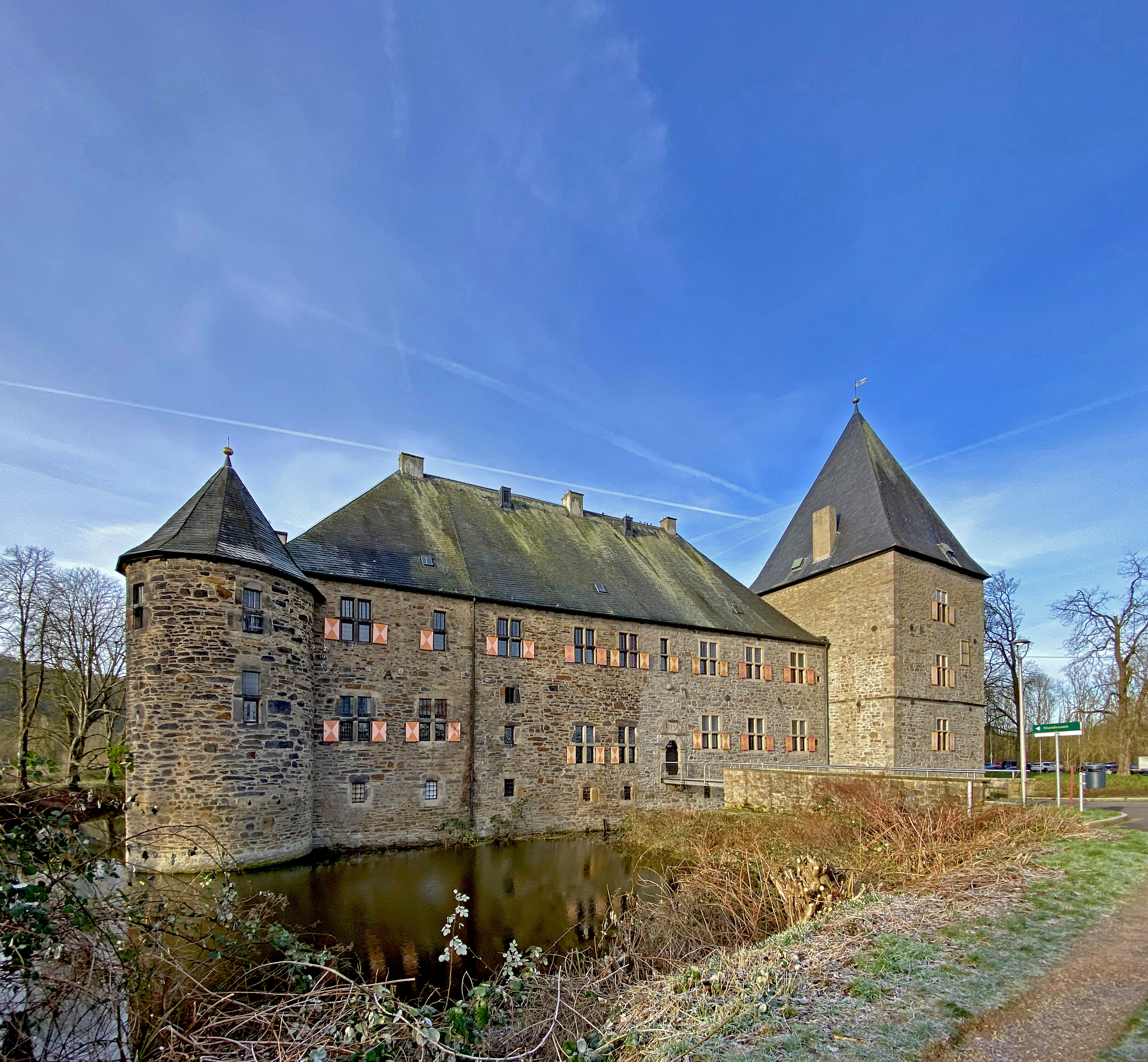
Rückwärtige Ostfassade des Herrenhauses

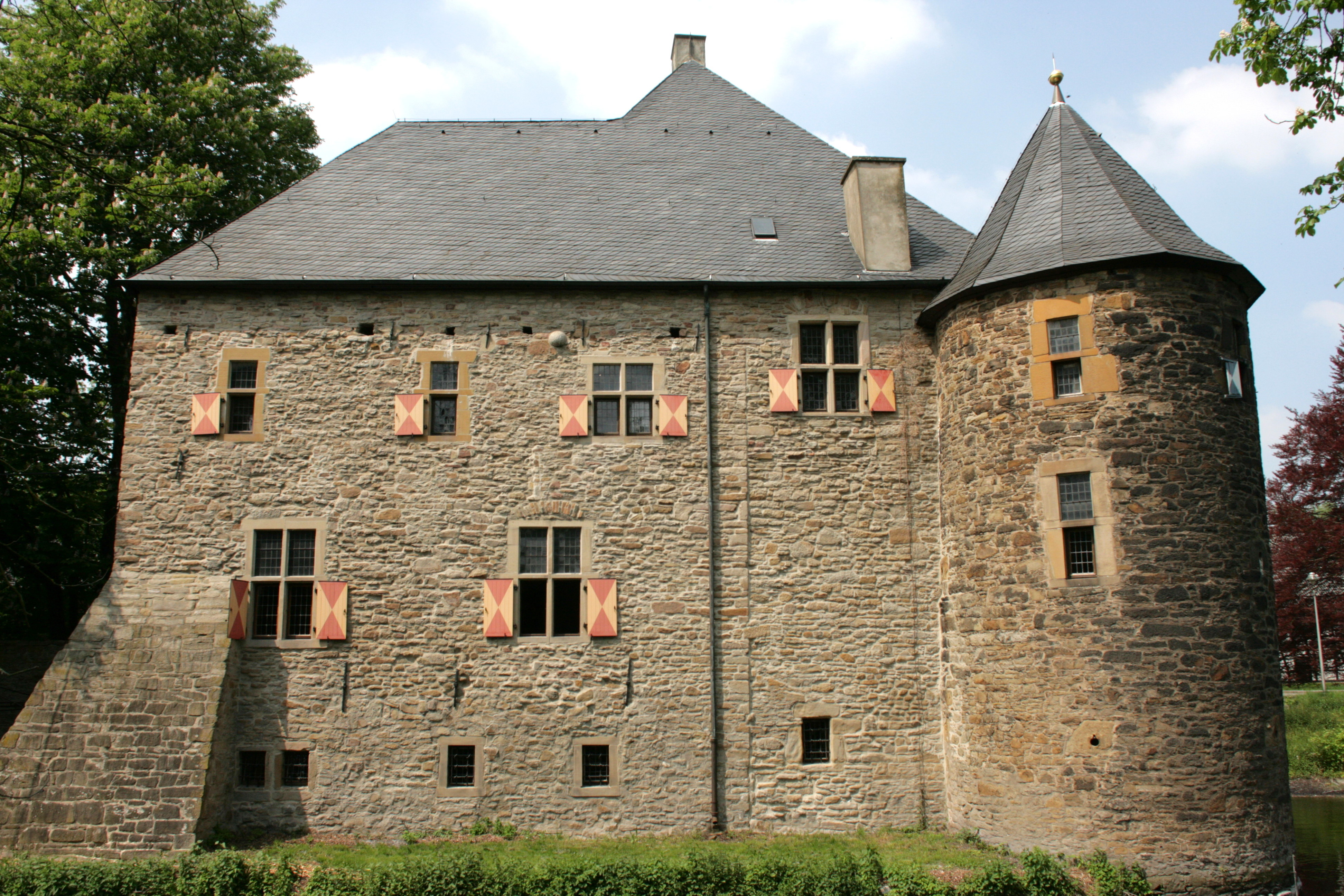
Wehrhafte Südseite

Das Haus Kemnade ist ein Wasserschloss im Hattinger Stadtteil Blankenstein. Sein Name – abgeleitet von dem Wort „Kemenate“ – zeigt, dass sich der Adelssitz von den damals umliegenden Bauernhäusern durch mindestens einen gemauerten Kamin abhob.
Bis 1486 lag das Anwesen am nördlichen Ufer der Ruhr auf Stiepeler Ortsgebiet. Nach einem Hochwasser in jenem Jahr änderte der Fluss aber seinen Lauf in nördliche Richtung, sodass Haus Kemnade seitdem getrennt vom Ort in den südlichen Ruhrauen liegt. Lange Zeit war es nur über eine Fährverbindung erreichbar, ehe 1928 die heutige Kemnader Brücke gebaut wurde.
Als Lehen des Hauses Lippe war es seit dem 13. Jahrhundert im Besitz derer von Dücker. Ihnen folgte die Familie von der Recke als Lehnsnehmer. Nach einem Brand im Jahr 1589 ließen es die Besitzer bis 1704 allmählich wieder aufbauen. Ende des 18. Jahrhunderts kam ein Wirtschaftshof dazu.
Obwohl auf Hattinger Gebiet stehend, ist Haus Kemnade heute Eigentum der Stadt Bochum, die es 1921 von Ludwig von Berswordt-Wallrabe erwarb. Die Anlage beheimatet mehrere Museen und eine Gastronomie.

## Beschreibung

### Lage
Die Anlage befindet sich südlich der Ruhr auf ehemaligem Buchholzer Gemeindegebiet, das ab 1844 zum Amt Blankenstein im Kreis Bochum gehörte. Seit dem 1. Januar 1970 gehört dieses Gebiet zu Hattingen.
Nicht weit entfernt sind der Kemnader See, die Stiepeler Dorfkirche und die Burg Blankenstein. Hinter der Kreuzung Steinenhaus beginnt ein Weg durch das Naturschutzgebiet Alte Ruhr-Katzenstein.

### Die Gebäude

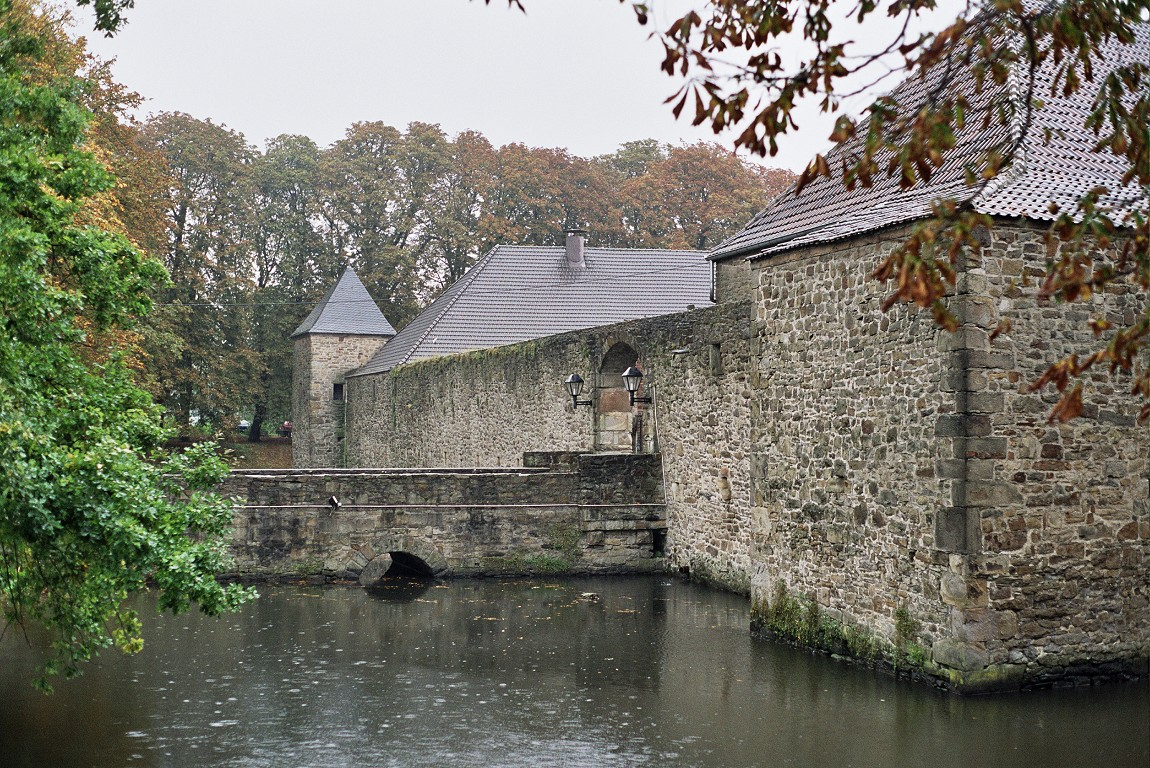
Westseite mit Bogenbrücke und Hauptportal

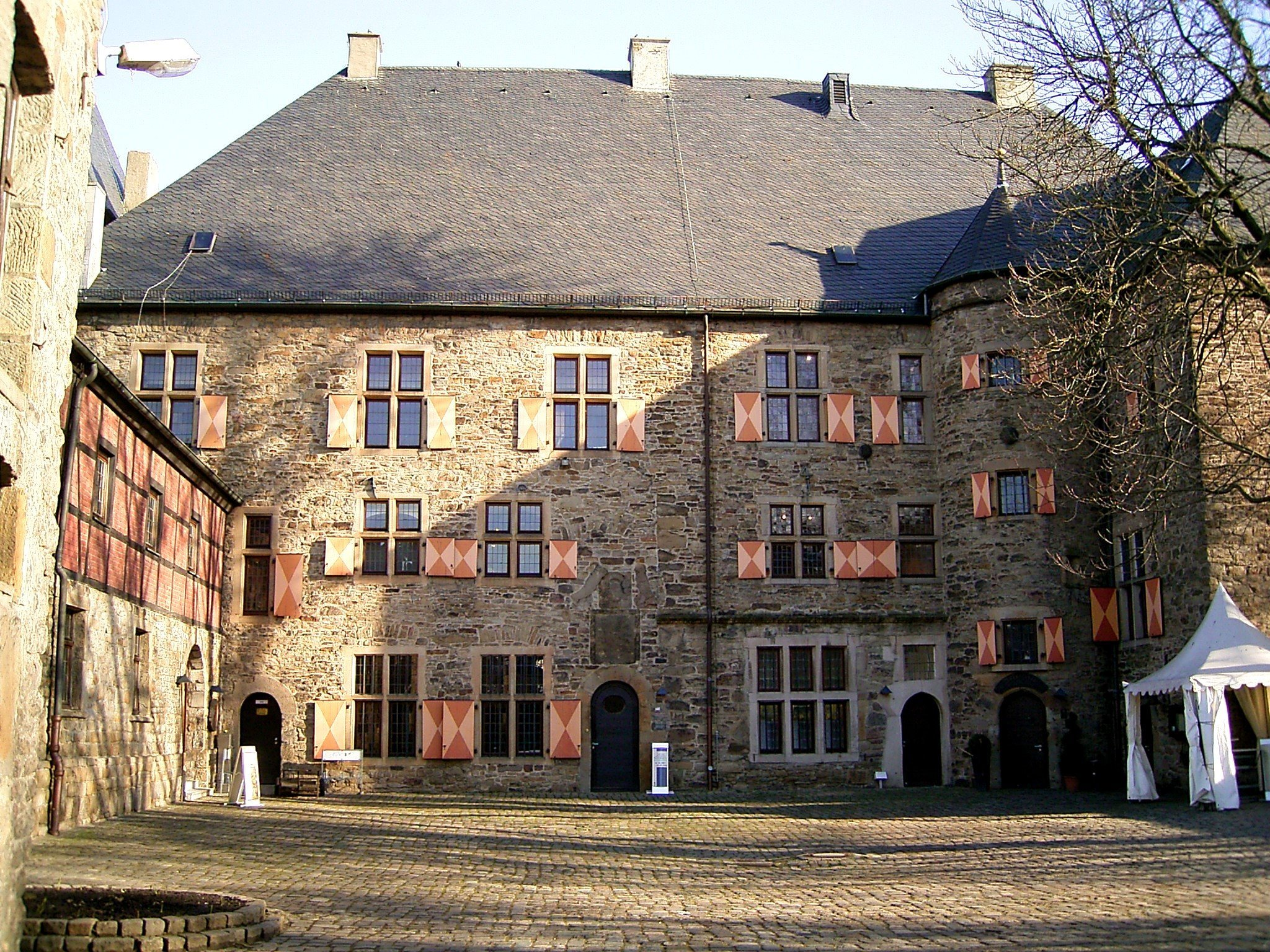
Hoffassade des Herrenhauses mit Treppenturm (rechts)

Haus Kemnade ist eine zweiteilige Anlage im Stil der Renaissance und des Barocks, bestehend aus einem Herrenhauskomplex im östlichen Teil sowie einem westlich vorgelagerten Gutshof, der häufig auch als Vorburg bezeichnet wird. Vorburg und Herrenhaus waren einst durch einen Wassergraben voneinander getrennt und stehen seit der Vereinigung der beiden Burgteile im späten 18. Jahrhundert auf einer gemeinsamen, Insel, die von einer Gräfte umgeben ist und 125 Meter lang sowie zwischen 50 und 80 Meter breit ist. Als Baumaterial für sämtliche Gebäude diente mehrheitlich der heimische Ruhrsandstein. Die Anlage besitzt einen trapezförmigen Grundriss und ist von einem mit Kastanien bepflanzten Wall umgeben, der zum Schutz gegen das Hochwasser der Ruhr errichtet wurde.
Eine steinerne Rundbogenbrücke führt zum Rundbogenportal an der Westseite, die von zwei quadratischen Ecktürmen flankiert wird. Das Mauerwerk der Gebäude im Wirtschaftshof besteht aus Ruhrsandstein und Backstein. Durch ein Innenhoftor mit schmiedeeisernem Gitter ist der Hof des Herrenhauskomplexes erreichbar.
Das unverputzte Haupthaus ist ein zweigeschossiger Bruchsteinbau mit Walmdach, dem sich im Süden ein kurzer Seitenflügel anschließt. In der hofseitig gelegenen Ecke von Haupt- und Nebenflügel steht ein schmaler, runder Treppenturm. An der Nordostecke wird das Herrenhaus durch das markanteste Gebäude der gesamten Anlage flankiert: ein viereckiger Wohnturm mit drei Geschossen und abschließendem Knickhelm. Ebenso wie das Hauptgebäude besitzt er Kreuzstockfenster. Ein Wappenstein an seiner östlichen Außenmauer bezeugt seinen Erbauer: Johann Georg von Syberg.
Die Ostfassade des Herrenhauses besitzt einen reich verzierten Eingang, der das einstige Hauptportal der Anlage war, und einige der Fensterstürze zählen durch Inschriften die Kemnader Besitzer von 1589 bis zum Beginn des 18. Jahrhunderts auf. Der rundbogige Eingang mit Flachornamenten an der Westseite des Hauptgebäudes ist bekrönt vom steinernen Allianzwappen des Friedrich Matthias von Syberg und seiner zweiten Frau Christina Isabella von Romberg zu Wassen.
Die südöstliche Ecke der Anlage bildet ein runder Eckturm des Herrenhauses. Er gilt als älteste erhaltene Bausubstanz und besitzt im Kellergeschoss Schlüssellochscharten. Sie sind die einzigen authentischen Reste, die von der einstigen Wehrhaftigkeit der Anlage zeugen. Die Schießscharten aller übrigen Außenmauern stammen aus einer Zeit, als sie nur noch zu dekorativen Zwecken dienten.

### Innenausstattung

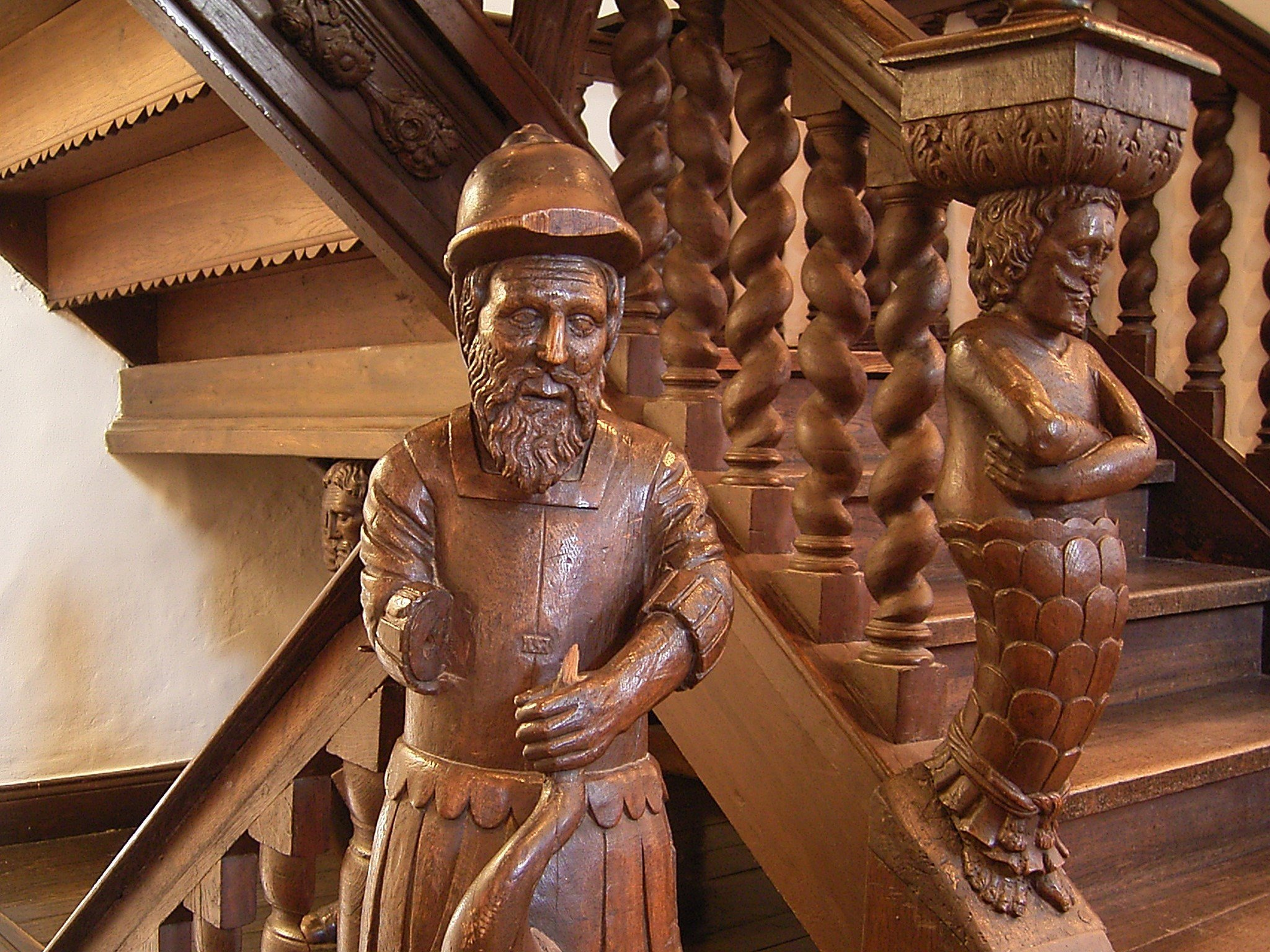
Holzschnitzereien an der Treppe

Im Erdgeschoss des Herrenhauses ist eine zweijochige, spätgotische Kapelle mit Kreuzrippengewölbe und barockem Taufbecken erhalten. Sie stammt aus der Zeit um 1500.
Im sogenannten Rittersaal mit seiner Kölner Decke hängen vier Tapisserien aus Tournai von 1725, die Szenen aus dem Leben Don Quijotes darstellen. Prunkstück des Raums ist der aufwändig gearbeitete und mit Wappen sowie Inschriften verzierte Renaissancekamin.
Ebenfalls sehenswert sind die Holzschnitzereien eines Schwelmer Handwerkermeisters namens Schmidt. Seine zwei ovalen Medaillons mit (gefälschten) Wappen zieren die Diele des Hauptgebäudes. Ebenfalls aus der Schwelmer Werkstatt stammt die aufwändig gestaltete Treppenanlage mit geschnitzten Holzfiguren aus dem 17. Jahrhundert.

## Geschichte

### Bewohner und Besitzer

Ansichtskarte, 1907

Die Geschichte des Hauses Kemnade ist eng mit der des Ortes Stiepel verquickt, der lange Zeit von dort aus verwaltet wurde.
Der aus dem alten sächsischen Geschlecht der Billunger stammende Graf Liudger erhielt 1001 von König Otto III. den Hof Stiepel („Stiplaga iuxta Rhenum“) als Allodial. Seine Witwe Emma von Lesum vermachte den Besitz 1011 dem Bistum Bremen. Der Bremer Bischof Gerhard II. zur Lippe bildete aus den Stiepeler Besitzungen ein Lehen und verkaufte es wahrscheinlich im 13. Jahrhundert an seine Detmolder Verwandten, die damaligen Edelherren zur Lippe. Stiepel und das dazugehörige Haus Kemnade blieben bis 1809 Eigentum dieser Familie.
Es ist nachgewiesen, dass Stiepel ab 1266 als Lippisches Lehen im Besitz der Ritter von Dücker war, obwohl die älteste erhaltene Belehnungsurkunde erst aus dem Jahr 1393 stammt. Der in ihr genannte Wennemar von Dücker ist der erste namentlich bekannte Lehnsnehmer. Seine Familie gilt als Erbauer von Haus Kemnade, dessen genaue Ursprünge bis heute zwar im Dunkel der Geschichte liegen, das wahrscheinlich aber zur Sicherung der Ruhr erbaut wurde.
Am Beginn des 15. Jahrhunderts starben die von Dücker im Mannesstamm aus. Über die Heirat einer Erbtochter kam Haus Kemnade 1410 in den Besitz des Dietrich von Romberg zu Massen. Da diese Ehe aber keine männlichen Erben hervorbrachte, gingen Haus und Herrlichkeit bereits 1414 durch die Heirat von Dietrichs Tochter an deren Ehemann Hermann von der Recke. Bis 1647 war die Anlage im Besitz seiner Familie.
Wennemar V. von der Recke hatte keine Söhne, und so übergab er noch zu seinen Lebzeiten das Lehen an den Mann seiner ältesten Tochter, den Drosten von Blankenstein und Werden, Johann Georg von Syberg.
Seit 1272 gehörte die Herrschaft Stiepel zur Grafschaft Mark, die 1521 in den Vereinigten Herzogtümern Jülich-Kleve-Berg aufging. Nach dem Jülich-Klevischen Erbfolgestreit wurde Haus Kemnade brandenburgisch und kam 1806 an das französische Großherzogtum Berg, das ab 1808 von Napoleon Bonaparte regiert wurde. Da Napoleon im Jahr 1809 das Feudalsystem aufhob, ging die Anlage in den Eigenbesitz Johann Gisbert Philipps von Syberg über.
Als 1847 mit Friedrich von Syberg der letzte männliche Vertreter dieser Familie starb, erbte seine Schwester Philippine den Besitz und brachte ihn durch Heirat 1848 an ihren Ehemann Wilhelm Friedrich von Berswordt-Wallrabe. Dessen Nachkomme, der königliche Kammerherr Ludwig von Berswordt-Wallrabe veräußerte den Besitz 1921. Dabei wurden auch Besitz aus dem Haus in den Wohnsitz der Berswordt-Wallrabe, dem Haus Weitmar, überführt. Diese wurden bei einem Luftangriff am 13. Mai 1943 mit dem Haus zerstört.
Die Stadt Bochum erwarb 1921 das Gebäude für 3,5 Millionen Mark (Eine Summe aus Inflationszeiten, etwa das durchschnittliche Jahreseinkommen von 200 Arbeitern). Gekauft wurde auch der zugehörigen Landbesitz von 500 Hektar. Das Anwesen durch einen Pächter bewirtschaftet. Dabei sollte das Stadtgut auch der Gewinnung von Säuglings- und Vorzugsmilch für den Milchhof der Stadt Bochum dienen. Die Ruhrweiden wurden fortan für die Trinkwassergewinnung genutzt, gegenüber der Straße entstand ein elektrisches Pumpwerk, welches bis ca. 1976 bestand. Zu den Ländereien die damals weit außerhalb der Stadtgrenzen lange wurden auch noch 1921 der Henkenberg in Stiepel samt Wälder sowie die Burg Blankenstein 1922 mit Landbesitz erworben. Dieses geschah nicht nur für den Erholungswert für die Städter und der Trinkwassergewinnung, sondern auch um Ansprüche auf Gebiete der Gemeinde Blankenstein bei neuen Eingemeindungen zu erheben.
Im Jahr 1952 wurde die zur Burg gehörende Landwirtschaft an die Familie Bruns übergeben, einige Jahre später bekam der Sohn eine Schankkonzession. Der gastronomische Betrieb wurde am 15. Juli 1959 mit der „Kaffee-Stuben Haus Kemnade“ begonnen. Die technischen Einrichtungen wurden von der Stadt Bochum beschafft, aufgearbeitetes Mobiliar und das Geschirr stammte aus dem „Parkhaus“, der Gastronomie im Stadtpark Bochum. 2017 führte die Familie Bruns die Gastronomie bereits in der dritten Generation.
Als die Stadt die renovierungsbedürftigen Gebäude 1998 an den Fleischfabrikanten Reinhold Zimmermann (Zimbo) verpachten wollte, verhinderte eine Bürgerinitiative diese Pläne. Aus der Initiative ging der heutige „Förderverein Haus Kemnade und Musikinstrumentensammlung Grumbt“ hervor.

### Baugeschichte
Wann genau Haus Kemnade erbaut wurde, ist aufgrund fehlender schriftlicher Belege nicht bekannt. Ebenso wenig ist klar, wie der Adelssitz bis zum Ende des 16. Jahrhunderts ausgesehen hat. Es ist jedoch möglich, dass an dem Ort zuvor schon eine Motte gestanden hat, die bisher aber archäologisch noch nicht nachgewiesen wurde.

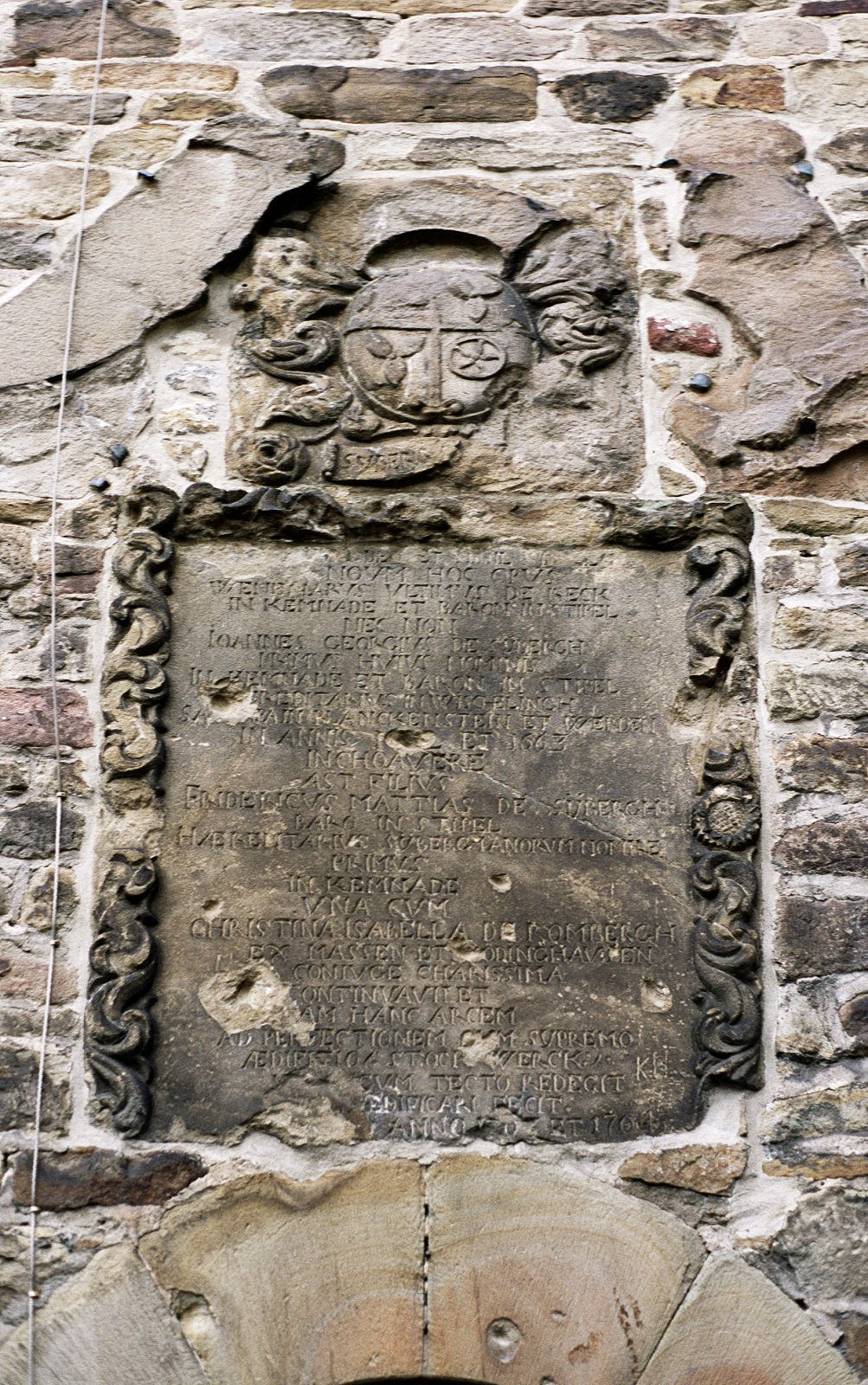
Eine wappenbekrönte Syberg und Romberg Inschrift kündet vom Ende der Wiederaufbauarbeiten

Als das Anwesen 1589 im Besitz Konrads von der Recke (auch Cord von der Recke) war, wurde es mit Ausnahme des südöstlichen Rundturms am zweiten Ostertag des Jahres durch ein Feuer stark beschädigt. Konrads Sohn Wennemar V. begann 1602 mit dem Wiederaufbau, indem er den heutigen Südflügel und einen Verbindungstrakt zum erhaltenen Turm errichten ließ. Dies geschah bedingt durch den Dreißigjährigen Krieg und den Jülich-Klevischen Erbfolgestreit nur mit Unterbrechungen.
Wennemars Schwiegersohn Johann Georg von Syberg setzte ab 1647 die Wiederaufbauarbeiten weiter fort. 1663 wurde der mächtige Nordost-Turm vollendet. Die Steine für seinen Bau stammten von der nahe gelegenen und heruntergekommenen Burg Blankenstein, für die Johann Georg 1662 beim Brandenburger Kurfürsten Friedrich Wilhelm eine Abbruchgenehmigung hatte erwirken können. Beendet wurde der Wiederaufbau des Hauses Kemnade aber erst 1704 unter Johann Georgs zweitem Sohn Friedrich Matthias von Syberg. Das Enddatum der Bauarbeiten ist durch Maueranker in Form von Ziffern und Inschriften sowohl an der Ost- als auch an der Westfassade des Herrenhauses dokumentiert.
Nachdem Stiepel im 17. Jahrhundert brandenburgisch geworden war, verlor der Adel zahlreiche finanzielle Privilegien. Um sich neue Einnahmemöglichkeiten zu erschließen, ließ Johann Friedrich Wilhelm von Syberg zu Wischlingen 1780 vor dem Herrenhaus einen Gutshof errichten. Um Platz dafür zu schaffen, wurden die westliche und ein Teil der nördlichen Gräfte verfüllt und um die Wirtschaftsgebäude neue Gräben ausgehoben.
Nach der Heirat Philippines von Syberg zu Wischlingen mit Wilhelm Friedrich von Berswordt-Wallrabe residierte das Paar in Haus Weitmar und ließ deshalb sämtliches Mobiliar und das Archiv Kemnades an seinen dortigen Wohnsitz bringen, wo es nach einem Bombenangriff 1943 verbrannte. Nur die fest verankerte Innenausstattung auf Haus Kemnade ist somit heute noch erhalten.
1952 wurden erste Sanierungsmaßnahmen am Äußeren des Hauses vorgenommen, denen ab 1958 die Restaurierung der Innenräume folgte.
Inschrift kündet vom Ende der Wiederaufbauarbeiten:

“...de et... nihil...noum hoc opus Wenemarus ultimus de Reck in Kemnade et baron in Stipel nec non Ioannes Georgius de Sÿbergh primus huius nominis in Kemnade et baron in Stipel ...reditarius in Wischelingh … in sa...pa Planckenstein et werden in annis … et 1663 inchoavere ast filius Fridericus Mattias de Sÿbergh baro in Stipel hærentarius Sÿberg Ianorum nomine primus in Kemnade una cum Christina Isabella de Rombergh ex Massen et Tödinchausen coniuce charissima continuavit et am hanc arcem ad perfectionem cum sypremo ædifitio: stock werck: cum tecto redegit edificari fecit. Anno 1703 et 1704.”

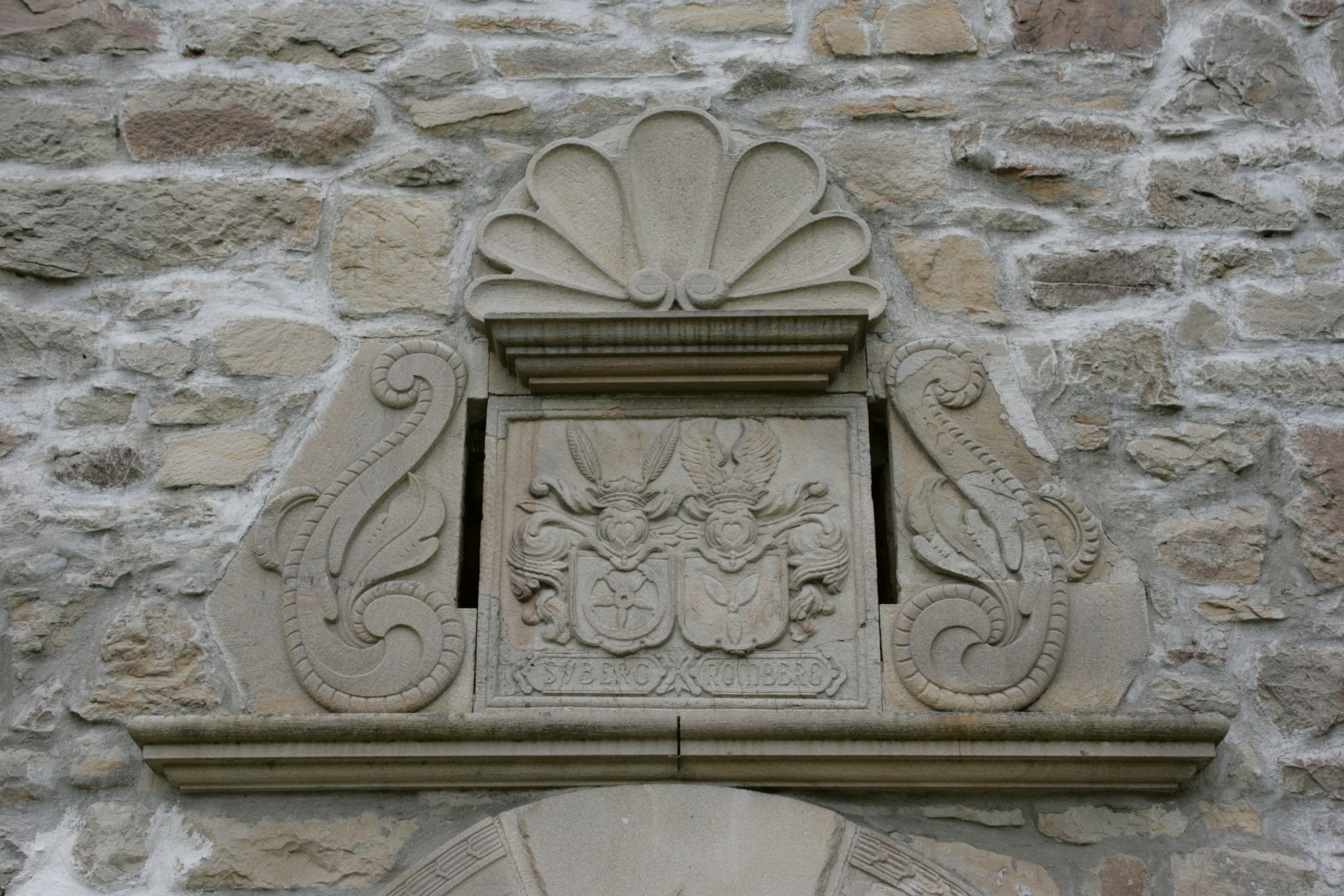
Wappen von: Syberg, Romberg
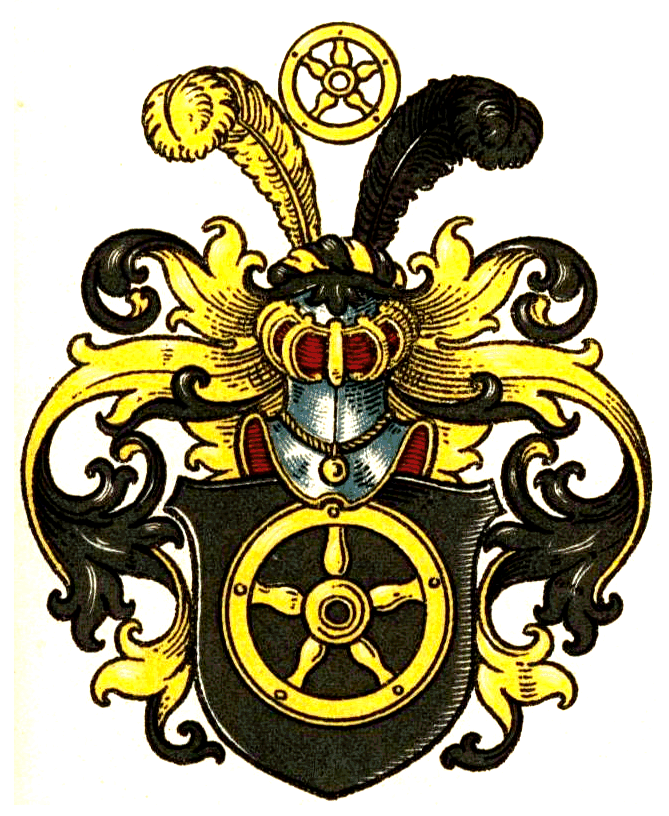
Wappen Johann von Syberg
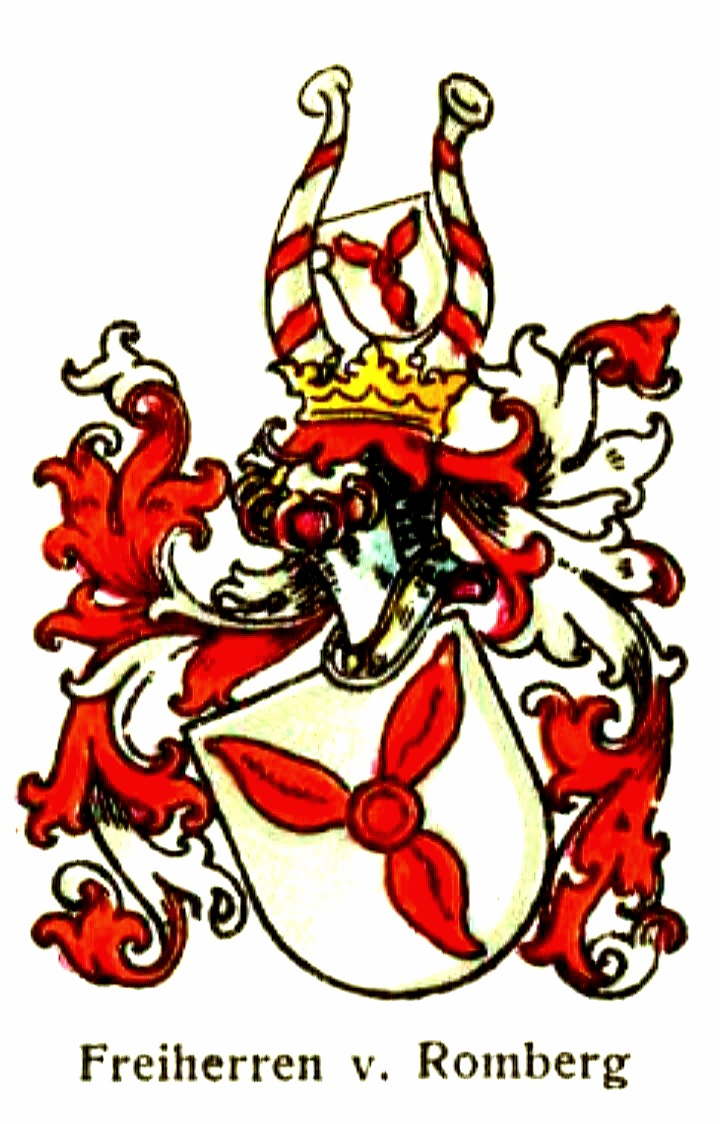
Wappen von Romberg

### Umgegend
Haus Kemnade befand sich zunächst rechtsseitig der Ruhr, bis sich das Flussbett bei einem Hochwasser 1486 verlagerte. An den alten Verlauf erinnert ein Altarm der Ruhr.
Die Ruhrbrücke Kemnader Straße entstand 1928 und wurde nach Kriegsschäden 1950 wieder dem Verkehr übergeben. Die Ruhrumflutbrücke mit Schutzwänden, um das Trinkwasserschutzgebiet zu schützen, entstand 2002.
Der Kemnader See wurde 1979 eröffnet.

## Heutige Nutzung

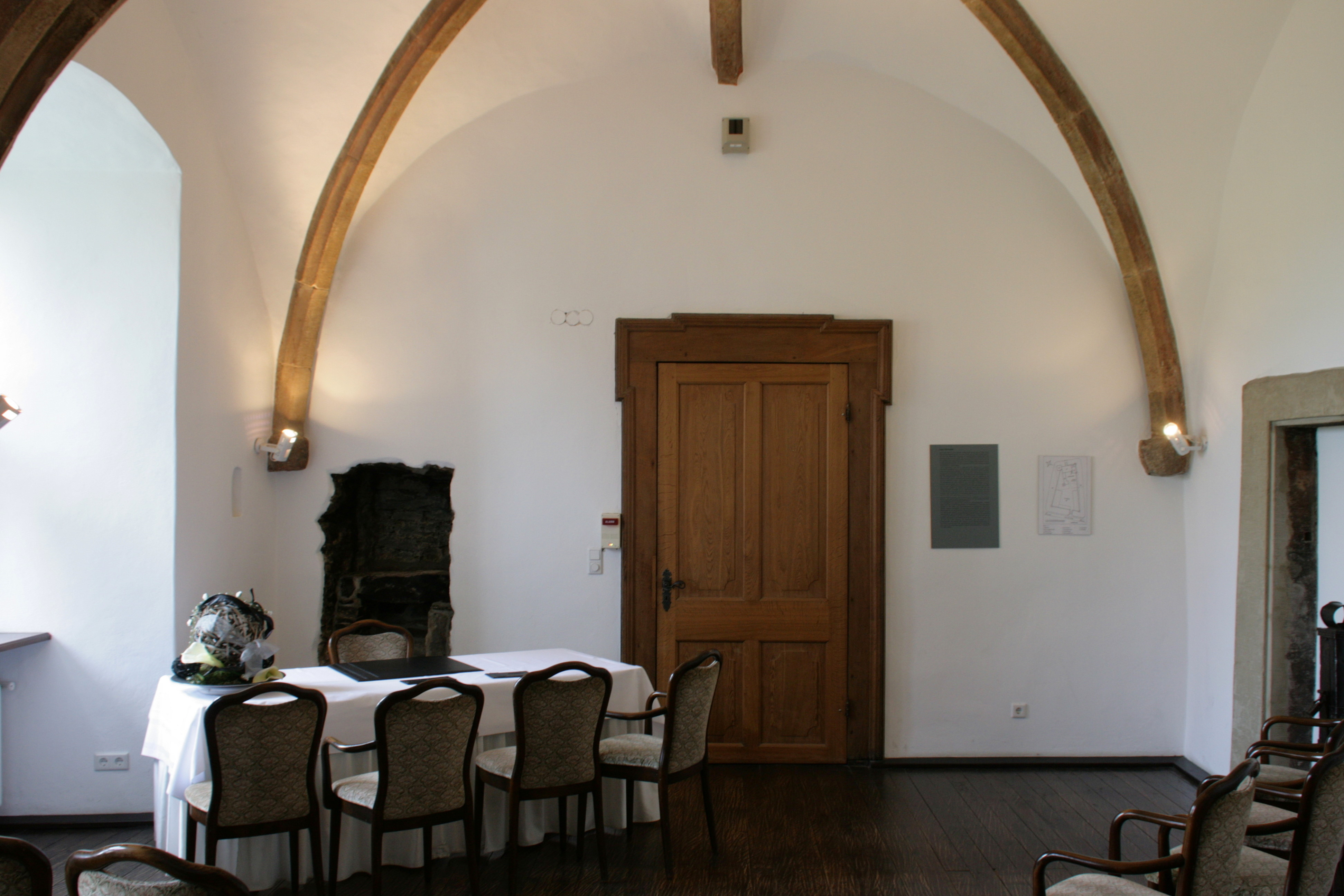
Die Schlosskapelle, Außenstelle des Hattinger Standesamtes

Das Wasserschloss beherbergt heute verschiedene Museen und Sammlungen.
Als Außenstelle des Museums Bochum wurde im Herrenhaus 1959 eine historische Sammlung zur Stadtgeschichte, sowie die oben genannte Kaffeestube der Öffentlichkeit übergeben. Am 8. Juni 1973 wurde die Sammlung der Eheleute Grumbt, eine Musikinstrumentensammlung mit rund 1800 Instrumente eingeweiht. 1993 kam die Ostasiatika-Sammlung Ehrich hinzu. Dazu organisiert der Kunstverein Bochum wechselnde Ausstellungen zu verschiedenen Themenbereichen.
Des Weiteren unterhielt die Sparkasse Bochum in den ehemaligen Stallungen eine geldgeschichtliche Sammlung unter dem Namen Schatzkammer Kemnade, die im Jahr 2021 nach dem Hochwasser geschlossen wurde. Einige weitere Räume des Haupthauses werden durch den Gastronomiebetrieb „Burgstuben Haus Kemnade“ genutzt.
In einem direkt hinter dem Schloss gelegenen Vierständer-Fachwerkhaus befindet sich seit 1973 das Bauernhausmuseum der Stadt Bochum, in dem der Besucher die Lebensgewohnheiten des 18. und 19. Jahrhunderts nacherleben kann. Das Gebäude ist ein typisches Stiepeler Bauernhaus, das um 1800 noch als Meierei genutzt wurde, ehe es zu Beginn der 1970er-Jahre in Stiepel abgetragen und an der heutigen Stelle originalgetreu wieder aufgebaut wurde.
Seit Januar 2007 führt das Standesamt der Stadt Hattingen außerdem in der Schlosskapelle Trauungen durch.
Bei dem Hochwasser der Ruhr 2021 wurden Teile der Musikaliensammlung und der geldgeschichtlichen Sammlung beschädigt. Die Gastronomie erlitt große Wasserschäden.